# Torre de’ Negri
Torre de’ Negri (lombardul: Tur di Negär) település Olaszországban, Lombardia régióban, Pavia megyében. Lakosainak száma 321 fő (2023. január 1.). Torre de’ Negri Belgioioso, Corteolona e Genzone, Costa de’ Nobili és Spessa községekkel határos.

## Népesség
A település lakossága az elmúlt években az alábbi módon változott:
| Lakosok száma | 317  | 319  | 321  |
|               | 2017 | 2018 | 2023 |